# هال ديفيد
هال ديفيد (بالإنجليزية: Hal David)‏ هو عازف بيانو وملحن وكاتب أغاني وشاعر أمريكي، ولد في 25 مايو 1921 في نيويورك في الولايات المتحدة، وتوفي في 1 سبتمبر 2012 في لوس أنجلوس في الولايات المتحدة بسبب نوبة قلبية وسكتة.

## وصلات خارجية
- الموقع الرسمي
- هال ديفيد على موقع IMDb (الإنجليزية)
- هال ديفيد على موقع الموسوعة البريطانية (الإنجليزية)
- هال ديفيد على موقع ميوزك برينز (الإنجليزية)
- هال ديفيد على موقع قاعدة بيانات برودواي على الإنترنت (الإنجليزية)
- هال ديفيد على موقع إن إن دي بي (الإنجليزية)
- هال ديفيد على موقع أول ميوزيك (الإنجليزية)
- هال ديفيد على موقع ديسكوغز (الإنجليزية)